# Despina Doamna și Floarea lui Toma
Despina Doamna și Floarea lui Toma este un film românesc din 1975 regizat de Slavomir Popovici.